# Сал-Рей
Сал-Рей (порт. Sal Rei) — місто на північно-західному узбережжі острова Боа-Вішта на сході Кабо-Верде. Сал-Рей — головне міське поселення острова та муніципалітету Боа-Вішта. У 2010 році його населення становило 5778 мешканців. Назва населеного пункту португальською означає «Соляний король». Ця назва походить з тих часів, коли основною галуззю економіки острова було виробництво солі.
У Сал-Реї є порт на бухті з поромними маршрутами до островів Сантьяго (Прая), Сал (Санта-Марія) та Маю (Сідаде-ду-Маю). У 2015 році була побудована нова набережна. На захід від порту розташований невеликий острів Сал-Рей. Туризм зосереджений в районі Прая-де-Кабрал.

## Історія

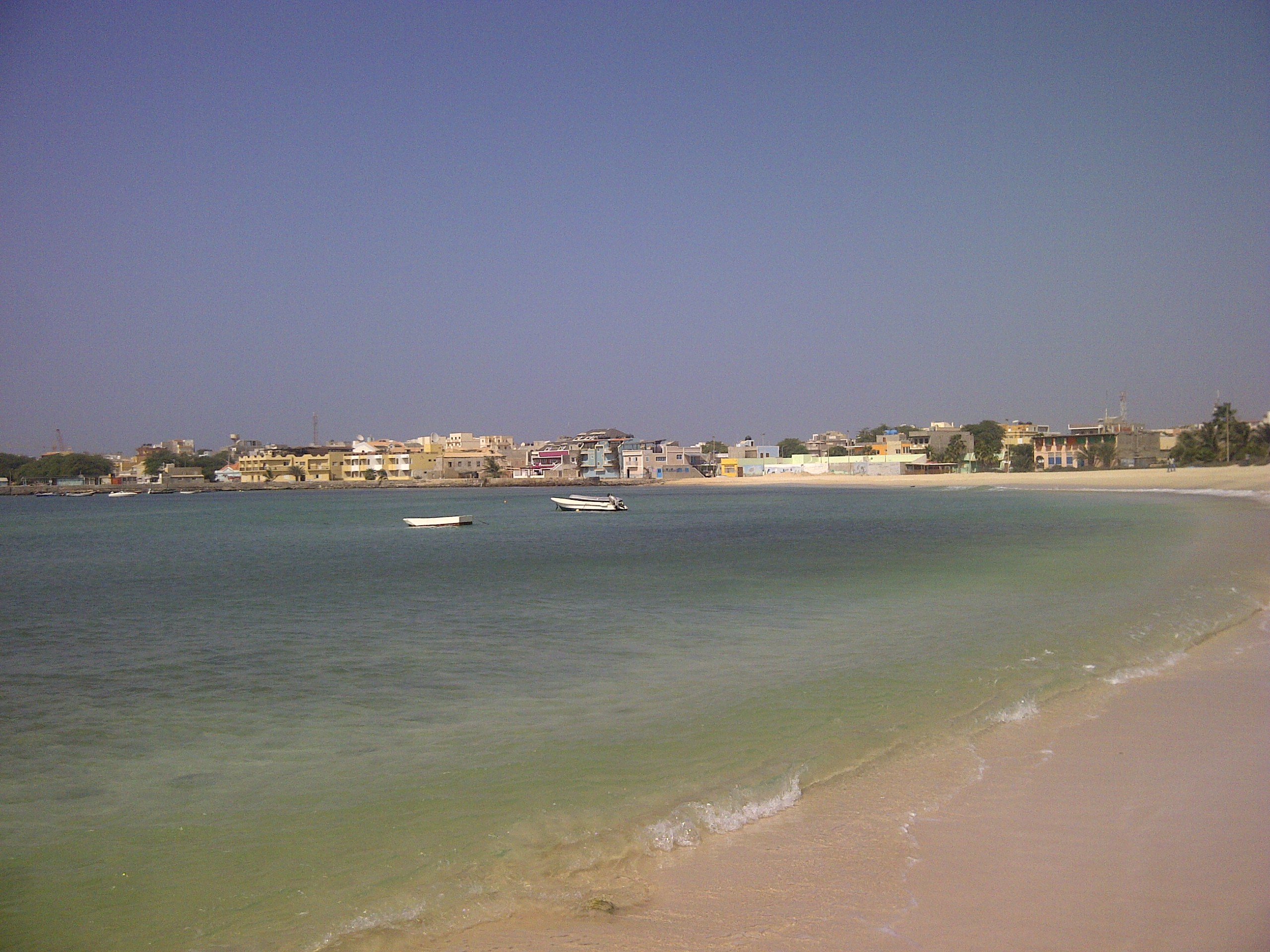
Вид на Сал-Рей з півдня

Місто засноване в солянках Боа-Вішти. У 1815 та 1817 р. Місто було пограбовано піратами. Форт герцога Браганського було побудовано на сусідньому острові Сал-Рей, щоб захистити місто від подальших піратських нападів.

## Населення
| Населення міста Сал-Рей (1990 — сьогодні) | Населення міста Сал-Рей (1990 — сьогодні) | Населення міста Сал-Рей (1990 — сьогодні) |
| ----------------------------------------- | ----------------------------------------- | ----------------------------------------- |
| 1991 р.                                   | 2000 р.                                   | 2010 р.                                   |
| 1522                                      | 1,995                                     | 5,778                                     |

## Клімат

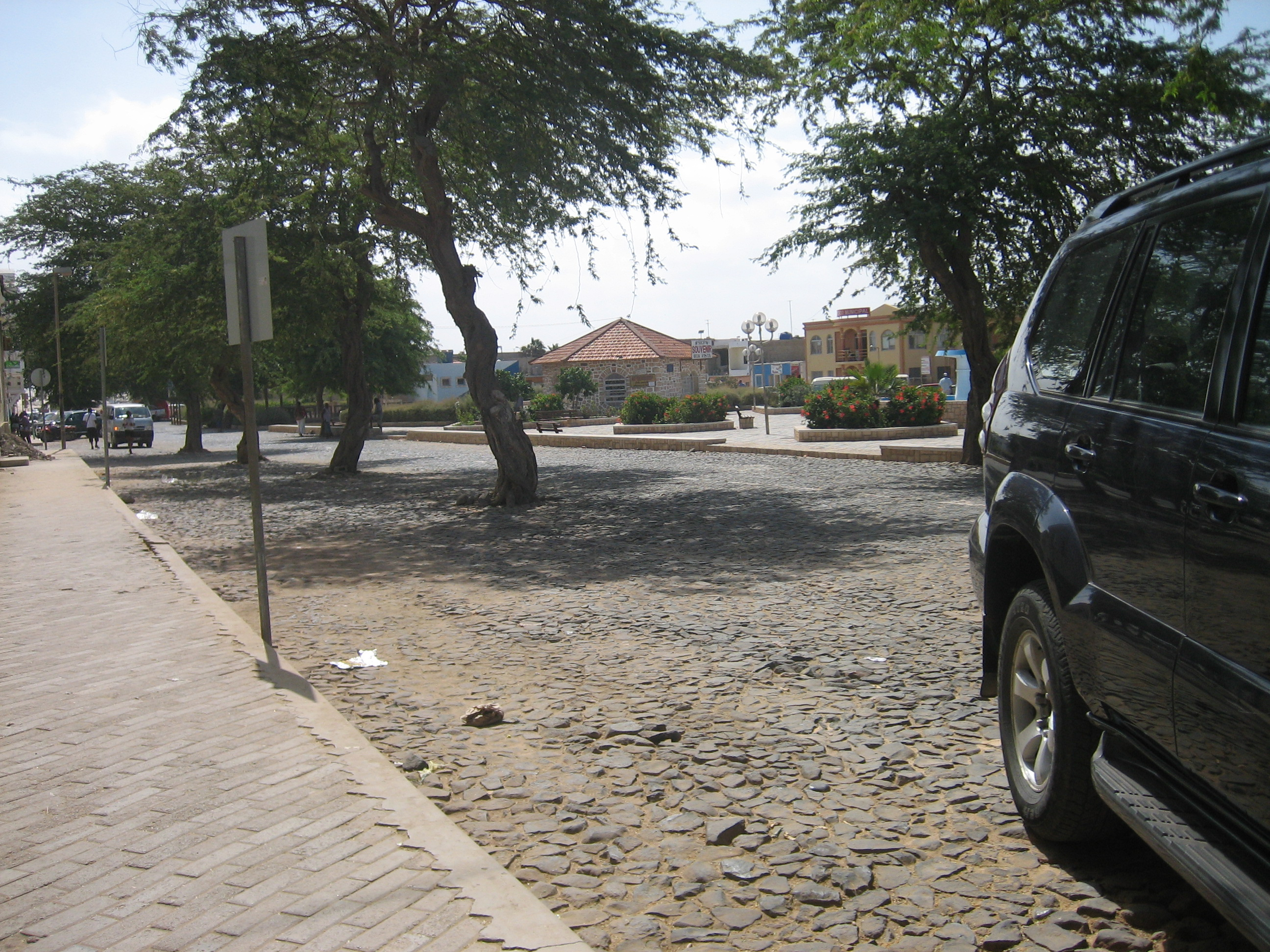
Площа в Сал-Рей

Сал-Рей знаходиться в пустельному кліматичному поясі, як і решта острова. Середня кількість опадів — 67 мм на рік, середня температура — 24,1 ° C. Найхолодніший місяць — лютий (середній 21,7 ° C), а найтепліший — вересень (середній 27,2 ° C).

## Відомі люди
- Арістідеш Раймунду Ліма, президент Національних зборів з 2001 по 2011 рік.[5]